# Тульский собор

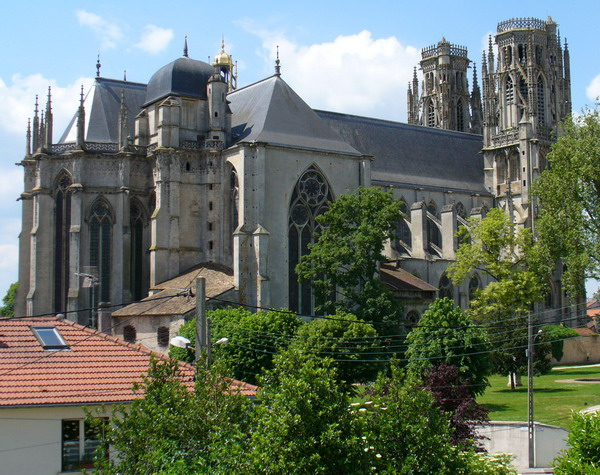

Собор Святого Стефана (фр. Cathédrale Saint-Étienne de Toul) — бывший собор в городе Туль (департамент Мёрт и Мозель).

## История
Тульский собор долгое время был кафедрой епархии Туля, которая была создана ещё в 365 году. Позже он был и резиденцией князя-епископа Священной Римской империи. После перехода части территории Лотарингии к Франции, Туль относился к провинции Три Епископства. 19 ноября 1777 года была образована епархия Нанси, которой был присоединён и Туль. Позже она вошла в митрополию Безансона
Сам собор был построен в XIII-XV веках в готическом стиле. Высота башен фасада — 65 м, длина — 98 м, размеры трансепта — 56 м на 17 м. Ширина западного фасада — 32 м. Две позднее пристроенные капеллы выполнены в стиле Ренессанса.
С 1840 года собор является историческим памятником.